# هاينز فرانكل كونرات
هاينز فرانكل كونرات (بالألمانية: Heinz Fraenkel-Conrat)‏ (مواليد 29 جويلية 1910 - وفيات 10 أفريل 1999) كان عالم كيمياء حيوية اشتهر ببحوثه حول الفيروسات.
ولد في فروتسواف بألمانيا، نظرا لصعود النازية في ألمانيا غادر إلى اسكتلندا عام 1933 حيث حصل على درجة الدكتوراه من جامعة إدنبرة عام (1936).

## روابط خارجية
- هاينز فرانكل كونرات على موقع الموسوعة البريطانية (الإنجليزية)